# Matajudaica
Matajudaica és un petit poble pertanyent des del 1969 al cap de municipi Corçà, al Baix Empordà, al costat de Casavells i a l'oest del riu Daró.
Fins al 1969 va formar part del municipi de Casavells, moment en el qual el municipi de Corçà el va absorbir.
El poble està dominat per l'església de Sant Joan que ja era citada el 1081 i que, amb elements romànics, és bàsicament del segle xviii. El lloc era de jurisdicció del bisbe de Girona, dins la batllia de la Bisbal.